# Mapa de Piri Reis

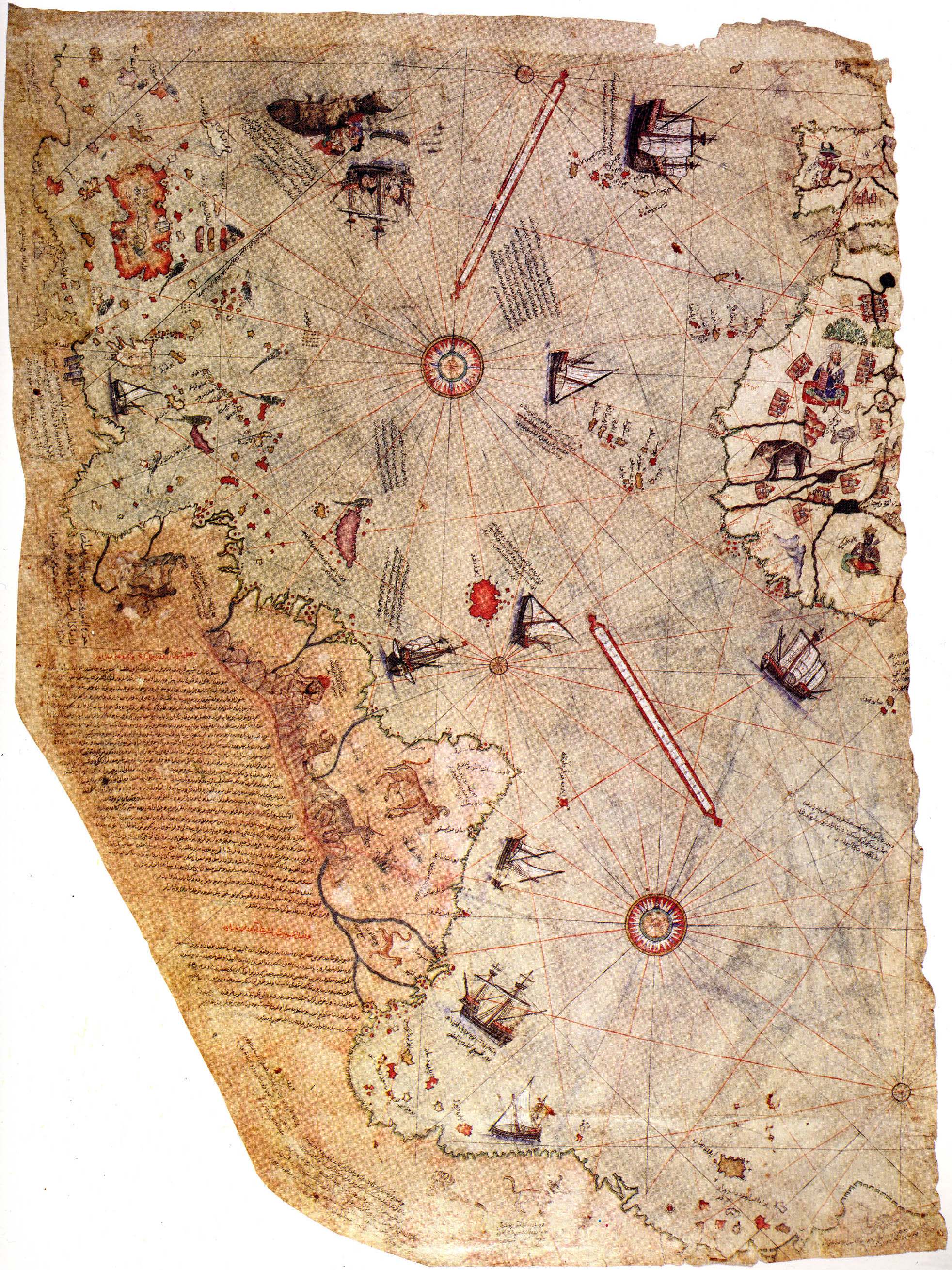
Fragmento do mapa-múndi de Piri Reis, hoje no Palácio de Topkapı, em Istambul.

O mapa de Piri Reis é um mapa-múndi compilado em 1513 pelo almirante e cartógrafo otomano Piri Reis. Aproximadamente um terço do mapa sobrevive, alojado no Palácio Topkapi em Istambul. Quando redescoberto em 1929, o fragmento restante atraiu atenção internacional, pois inclui uma cópia parcial de um mapa perdido por Cristóvão Colombo. 
O mapa é uma carta portolana com rosas dos ventos e uma rede de rosas de vento para navegação, em vez de linhas de longitude e latitude. Contém extensas notas principalmente em turco otomano. A representação da América do Sul é detalhada e precisa para sua época. Estudiosos atribuem o arranjo peculiar do Caribe a um mapa agora perdido de Colombo que retratava Cuba como parte do continente asiático e Hispaniola de acordo com a descrição de Marco Polo do Japão. A costa sul do Oceano Atlântico é amplamente aceita como uma versão da Terra Australis.
O mapa é visualmente distinto das cartas portolanas europeias, povoadas por miniaturas islâmicas. O mapa era incomum na tradição cartográfica islâmica por incorporar muitas fontes não-muçulmanas. A historiadora Karen Pinto descreveu a combinação de criaturas lendárias da borda do mundo conhecido com retratos positivos como desafiando a ideia islâmica medieval de um "bairro habitado" do mundo cercado por um Oceano intransponível.
Há interpretações conflitantes do mapa. Existe um debate acadêmico sobre as fontes específicas usadas na criação do mapa e o número de mapas de origem. Muitas áreas no mapa não foram conclusivamente identificadas com lugares reais ou míticos. Alguns autores notaram semelhanças visuais com partes das Américas não descobertas oficialmente em 1513, mas não há evidências textuais ou históricas de que o mapa represente terras ao sul da atual Cananeia. Uma hipótese desmentida do século 20 identificou a massa terrestre do sul com uma costa antártica sem gelo.

## História

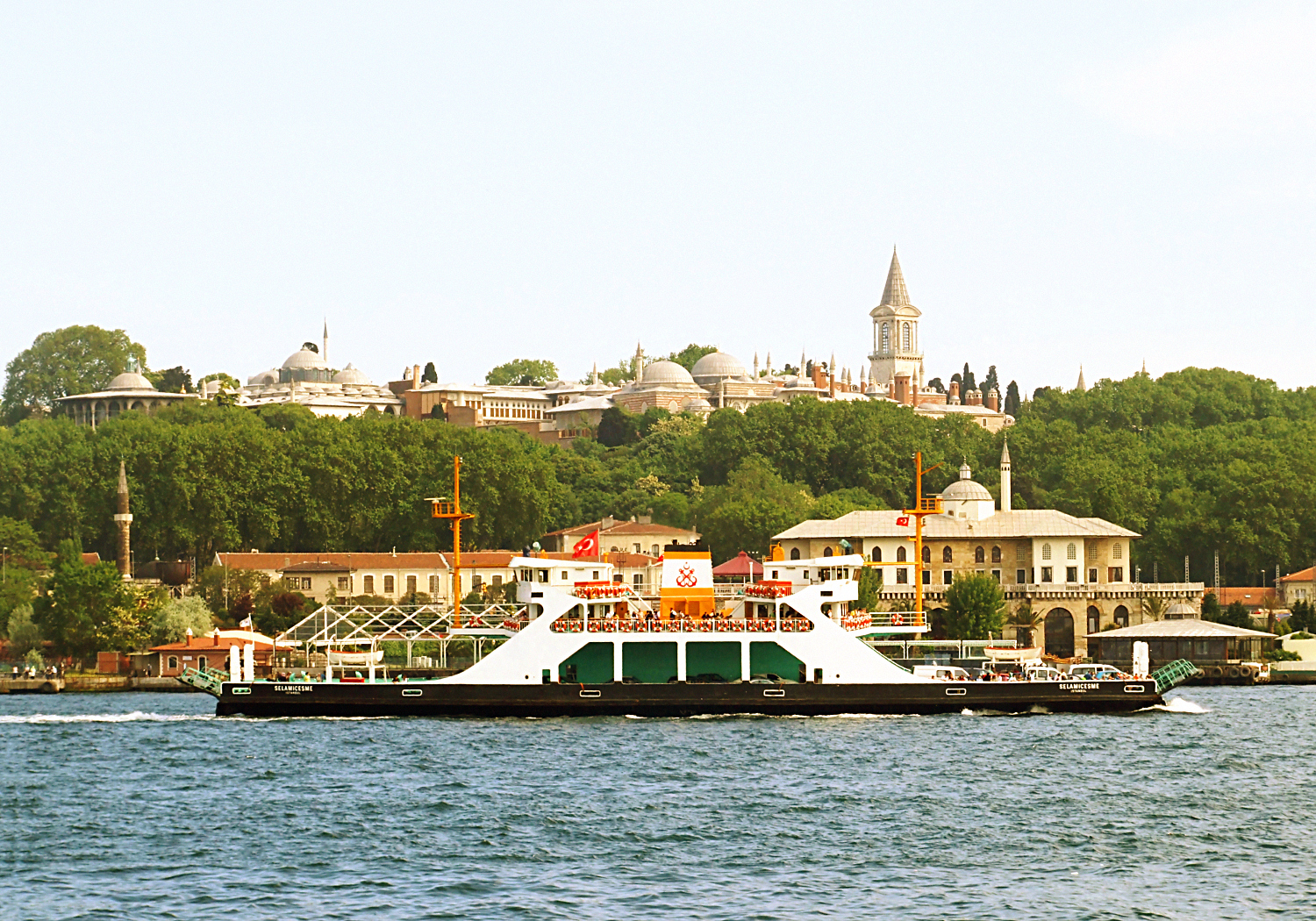
The Topkapı Palace where the map was discovered, viewed from the Bosporus

Grande parte da biografia de Piri Reis é conhecida apenas por suas obras cartográficas, incluindo seus dois mapas-múndi e o Kitab-ı Bahriye (Livro de Assuntos Marítimos) concluído em 1521. Ele navegou com seu tio Kemal Reis como um pirata bárbaro até Kemal Reis receber uma posição oficial na Marinha Otomana em 1494. Em uma batalha naval, Piri Reis e seu tio capturaram um espanhol que havia participado das viagens de Colombo, e que provavelmente possuía um mapa das Américas que Piri Reis usaria como fonte. Quando seu tio morreu em 1511, Piri Reis retirou-se temporariamente para Gallipoli e começou a compor seu primeiro mapa-múndi. O manuscrito acabado foi datado do mês de Muharram no ano islâmico 919 AH, equivalente a 1513 d.C. Piri Reis retornou à marinha e desempenhou um papel na conquista do Egito em 1517. Após a vitória otomana, Piri Reis apresentou o mapa-múndi de 1513 ao sultão otomano Selim I (r. 1512–1520).  Não se sabe como Selim usou o mapa, se é que o fez, pois ele desapareceria da história até sua redescoberta séculos depois.

Mapa

Estudiosos descobriram um fragmento do mapa no final de 1929. Durante a conversão do Palácio de Topkapi em um museu, o Diretor dos Museus Nacionais, Dr. Halil Edhem Eldem, convidou o teólogo alemão Gustav Adolf Deissmann para visitar sua biblioteca.  Deissmann convenceu a Fundação Rockefeller a financiar um projeto para preservar manuscritos antigos da biblioteca. Halil Edhem deu a Deissmann acesso sem precedentes à coleção de itens não-islâmicos da biblioteca. Deissmann confirmou que a coleção era a vasta biblioteca privada de Mehmed II (r. 1444–1481) e, com base no interesse de Mehmed II pela geografia, pediu a Halil Edhem que procurasse mapas potencialmente esquecidos. Halil Edhem localizou um feixe de material desconsiderado contendo um mapa de pergaminho incomum. Eles mostraram o pergaminho ao orientalista Paul E. Kahle, que identificou o mapa como uma criação de Piri Reis citando um mapa fonte das viagens de Colombus às Américas. Kahle, e mais tarde estudiosos analisando o mapa, descobriram que as evidências apoiam uma origem precoce nas viagens de Colombo.  A descoberta do único pedaço sobrevivente de um mapa perdido de Cristóvão Colombo recebeu atenção da mídia internacional. O primeiro presidente da Turquia, Mustafa Kemal Atatürk, interessou-se pelo mapa e iniciou projetos para publicar cópias e realizar novas pesquisas.